# 西充觀音殿
西充觀音殿位於四川省南充市西充縣，文物遺址年代判定為清。2012年7月16日公佈為第八批四川省文物保護單位。
西充觀音殿位於四川省南充市西充縣仁和鎮大眾街29號，建於清康熙年間，原為二進四合院建築，坐東北向西南，由前殿、正殿、前後院廂房及後殿構成。現僅存前殿、正殿及後院廂房，後殿於二十世紀五、六十年代被拆除，占地面積500平方公尺。正殿座東北向西南，面闊三間，抬梁與穿斗相混合梁架，屋頂部建有“魁星樓”。殿內梁架上現保存大量的木雕圖案及墨書題記，具有較高的歷史、藝術價值。2010年，西充觀音殿被南充市人民政府公佈為市級文物保護單位。